# أكسل جوليان
أكسل جوليان (27 يوليو 1992 بسان تروبيه في فرنسا - ) (بالفرنسية: Axel Julien) هو لاعب كرة سلة فرنسي في مركز الهجوم خلفي. لعب مع جاي دي أيه ديجون.

## وصلات خارجية
- أكسل جوليان على موقع الاتحاد الدولي لكرة السلة (الإنجليزية)
- أكسل جوليان على موقع الدوري الأوروبي لكرة السلة (الإنجليزية)
- أكسل جوليان على موقع كرة السلة الأوروبية.كوم (الإنجليزية)
- أكسل جوليان على موقع ريلجم (الإنجليزية)
- أكسل جوليان على موقع بروبوليرز (الإنجليزية)
- أكسل جوليان على موقع سبورتس رفرنس (الإنجليزية)